# Constantino Opo
Constantino León Opo (en italiano, Costantino Opo) fue el catapán bizantino de Italia, desde 1033 hasta 1038. 
Reemplazó a Miguel Protospatario. El testimonio de un strategos llamado León Opo, enviado a Italia hacia la misma época hace probable que se refiera a la misma persona. Las principales fuentes de su gobierno en el Catapanato de Italia se encuentran en el cronista Lupo Protospatario y en el anónimo autor del Anonymi Barensis Chronicon.
El periodo en el que estas fuentes sitúan a este catapán de Italia en el Mezzogiorno va desde noviembre de 1034, cuando Constantino Opo entrega un diploma a un monasterio cercano a Troia hasta 1037, cuando el sultán zirí de Ifriqiya, Sharaf ad-Dawla al-Mu'izz ibn Badis az-Ziri, envió a su hijo Abdullah para luchar contra el emir de Sicilia Ahmad II al-Ajal. Al-Ajal fue derrotado y buscó refugio junto a Constantino Opo. 
Al año siguiente Constantino Opo desaparece de los registros históricos, siendo reemplazado por Miguel Spondyles y este, poco después por Nicéforo Dukiano. 